# Taiwanajinga albofasciata
Taiwanajinga albofasciata är en skalbaggsart som beskrevs av Hayashi 1978. Taiwanajinga albofasciata ingår i släktet Taiwanajinga och familjen långhorningar.
Artens utbredningsområde är Taiwan. Inga underarter finns listade i Catalogue of Life.